# Lucanus smithii
Lucanus smithii es una especie de coleóptero de la familia Lucanidae.

## Distribución geográfica
Habita en Sikkim, Darjeeling, Assam, Yunnan y  Bután.